# Королі Астурії
Королі Астурії — правителі Астурійського королівства. Вели своє володарювання від Пелайо, якого у 718 році оголосили астурійці та частина вестготської знаті. Правляча династія носила назву Астур-Леонської або Альфонсес. Тривалий час вони протидіяли мусульманським володарям, значно розширивши володіння. Були першими королями, що розпочали Реконкісту. Початок перетворення на Астуро-Леонську державу поклав розподіл володінь Альфонсо III. Останнім королем був Фруела II, який водночас поклав основу Леонському королівству. Наступні королі мали титул королів Леону або Леону, Астурії та Галісії.

## Список
| Портрет | Ім'я                             | Роки життя      | Правління          | Титул / Примітки                                         | Династія   |
| ------- | -------------------------------- | --------------- | ------------------ | -------------------------------------------------------- | ---------- |
|         | Пелайо Pelayo                    | 685—737 52 роки | 718 — 737 19 років | готський придворний, засновник Астурійського королівства | Астур-Леон |
|         | Фавіла Favila                    | ?—739 невідомо  | 737 — 739 3 роки   | син Пелайо; загинув на полюванні                         | Астур-Леон |
|         | Альфонсо I Католик Alfonso I     | 693—757         | 739 — 757 18 років | герцог Кантабрії, зять Пелайо                            | Астур-Леон |
|         | Фруела I Жорстокий Fruela I      | 722—768         | 757 — 768          | син Альфонсо I                                           | Астур-Леон |
|         | Авреліо Aurelio                  | 740-774         | 768 — 774          |                                                          | Астур-Леон |
|         | Сіло Silo                        | ?—783           | 774 — 783          |                                                          | Астур-Леон |
|         | Альфонсо II Цнотливий Alfonso II | 760—842         | 783 — 783          |                                                          | Астур-Леон |
|         | Маурегато Узурпатор Mauregato    | ?—789           | 783 — 789          |                                                          | Астур-Леон |
|         | Бермудо I Диякон Bermudo I       | 750—797         | 789 — 791          |                                                          | Астур-Леон |
|         | Альфонсо II Цнотливий Alfonso II | 760—842         | 791 — 842          | вдруге                                                   | Астур-Леон |
|         | Непоціан Alfonso II              | ?—?             | 842 — 842          |                                                          | Астур-Леон |
|         | Раміро I Ramiro I                | 790—850         | 842 — 850          |                                                          | Астур-Леон |
|         | Ордоньйо I Ordoño I              | 821—866         | 850 — 866          |                                                          | Астур-Леон |
|         | Альфонсо III Великий Alfonso III | 852—910         | 866 — 910          |                                                          | Астур-Леон |
|         | Фруела II Прокажений Fruela II   | 875—925         | 910 — 925          |                                                          | Астур-Леон |